# Gouden tempel van Dambulla
De Gouden tempel van Dambulla is een complex van historische boeddhistische gebouwen die liggen bij de plaats Dambulla in Sri Lanka. Het complex staat sinds 1991 op de werelderfgoedlijst van UNESCO.
Er zijn meer dan 80 grotten in het gebied, vijf heiligdommen, vier belangrijke kloosters en vele beelden, waarvan een belangrijk deel beeltenissen van Boeddha. De wandschilderingen, die een oppervlakte van 2100 vierkante meter beslaan, omvatten afbeeldingen die laten zien hoe Boeddha tevergeefs door Mara werd uitgedaagd. Er is ook een wandschildering die het uitspreken van de Eerste Leerrede voorstelt.
Er zijn ook beelden van de hindoe-goden Vishnoe en Saman, waarmee de intrede van het hindoeïsme in Sri Lanka wordt weergegeven.

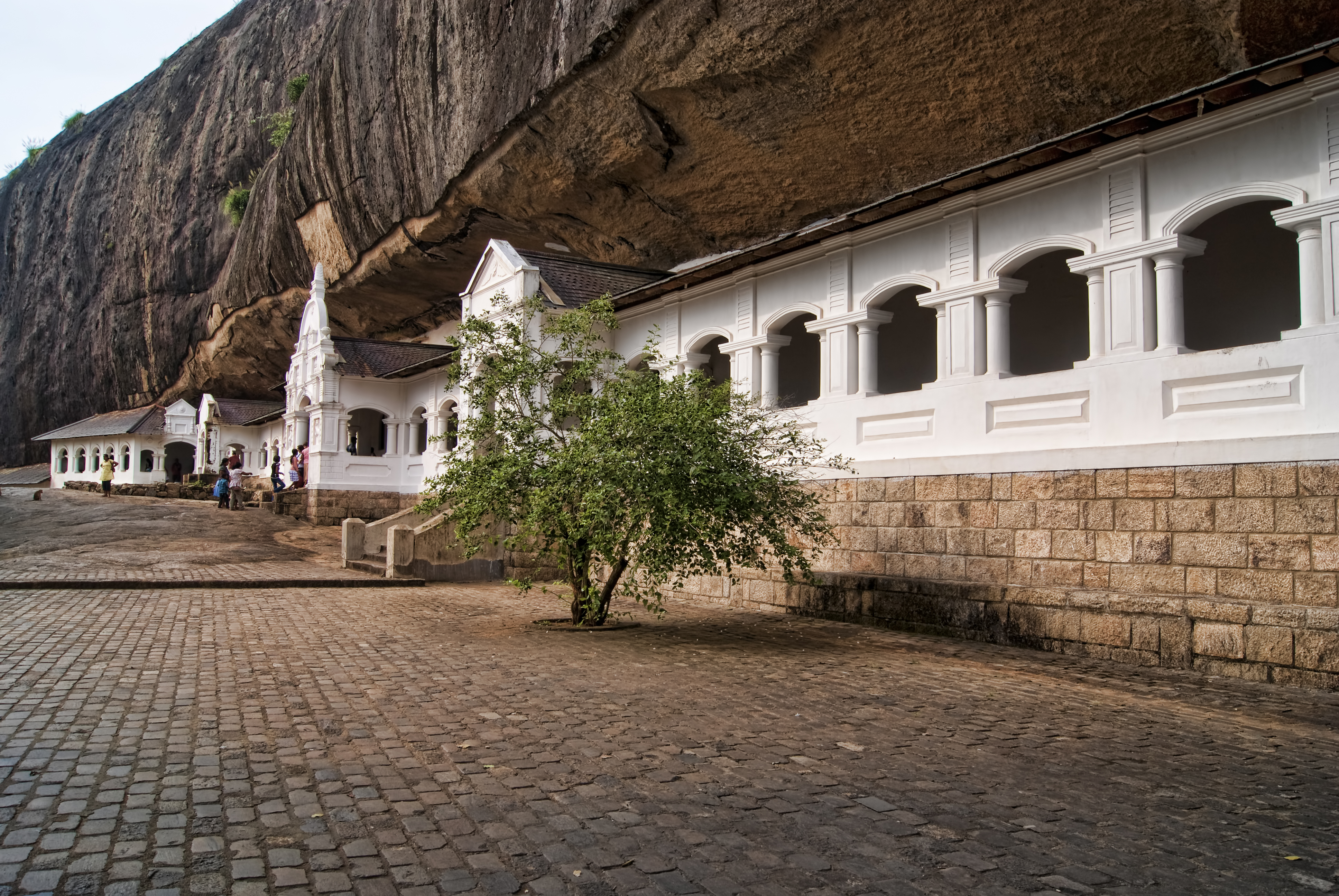
Dambulla rotstempel,buiten

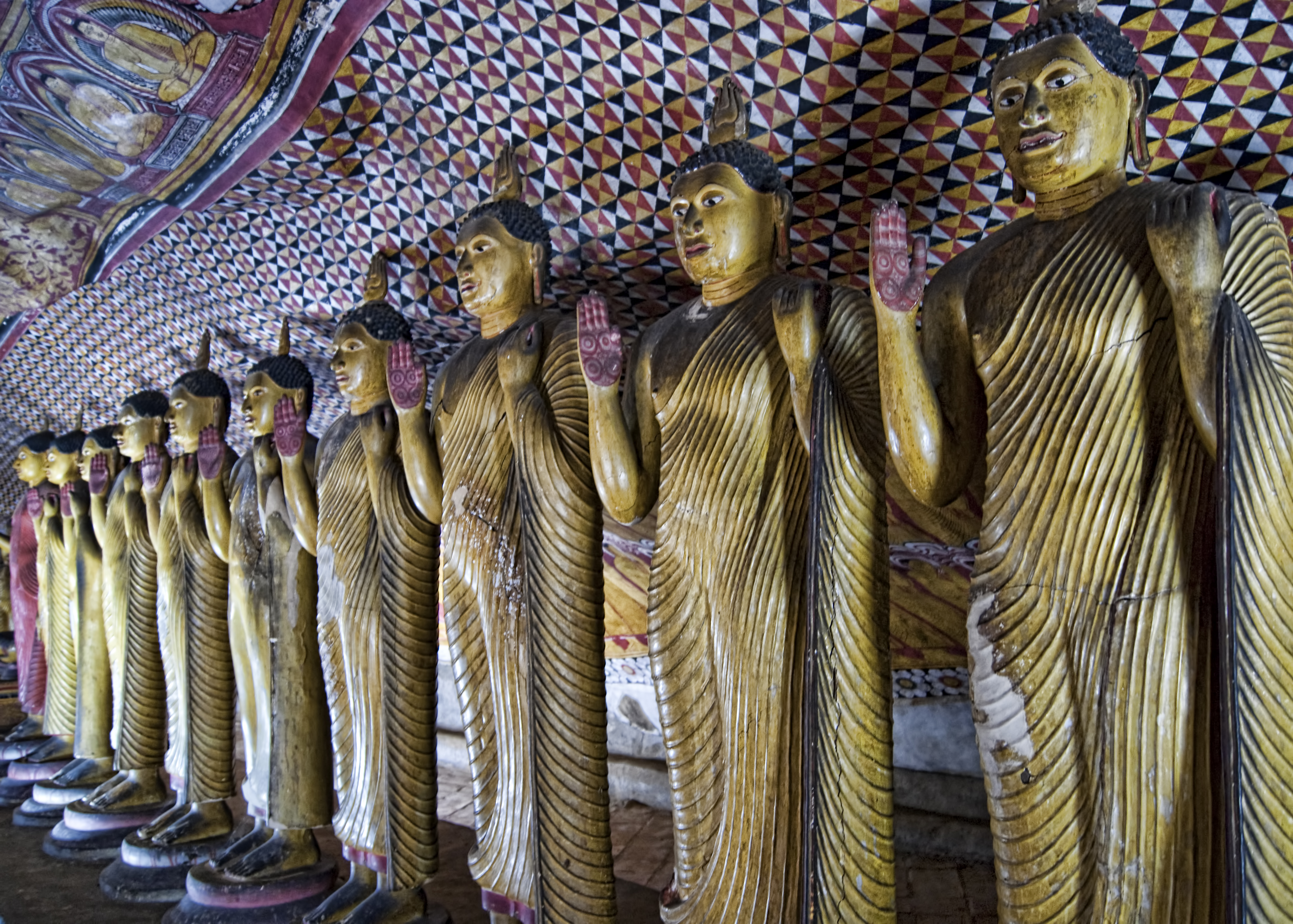
Dambulla rotstempel, binnen

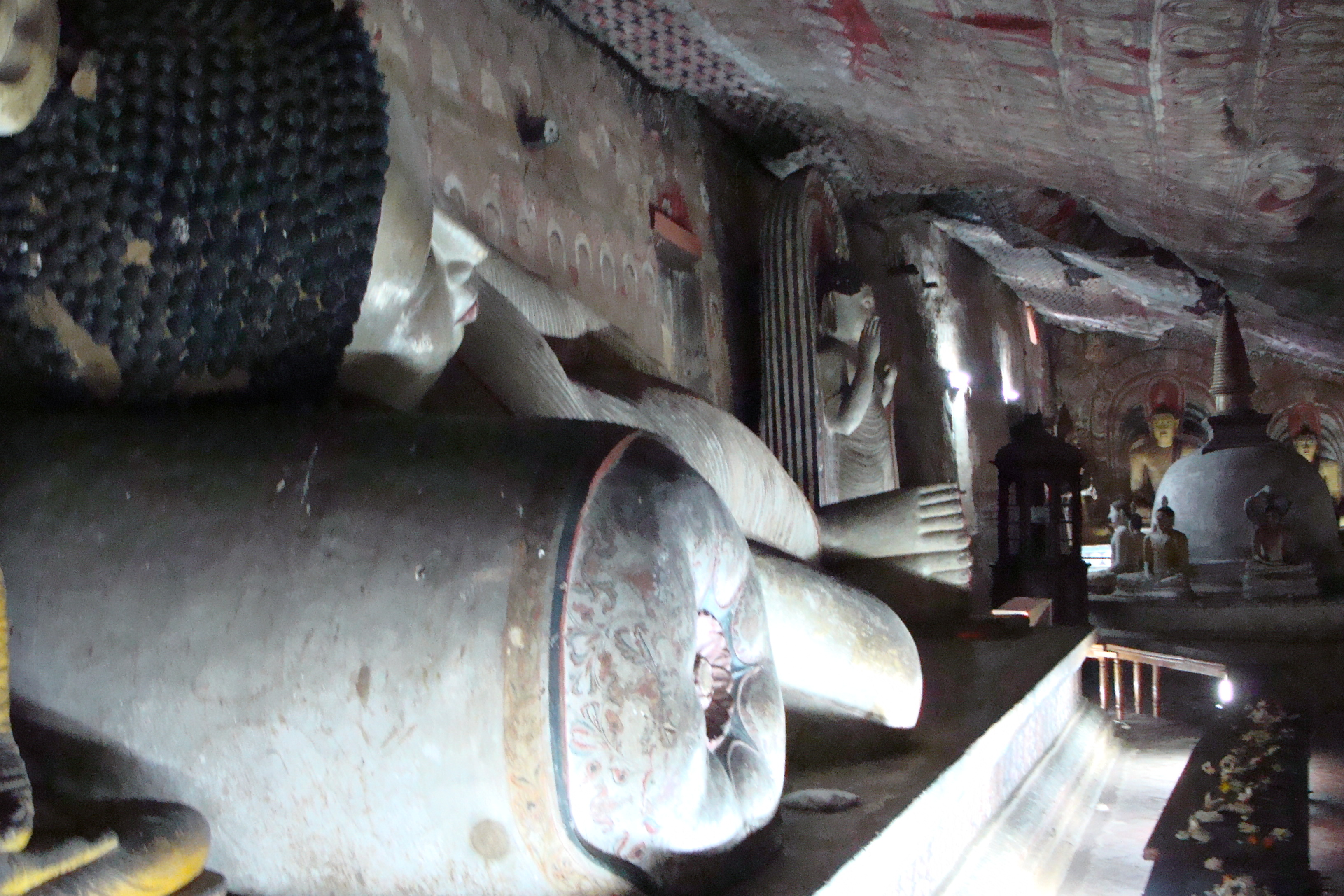
Dambulla rotstempel, detail

Heilige stad Anuradhapura · Oude stad Galle en vestingwerken · Gouden tempel van Dambulla · Heilige stad Kandy · Oude stad Polonnaruwa · Oude stad Sigiriya · Woudreservaat Sinharaja